# Bibian Mentel
Bibian Mentel-Spee (Utrecht, 27 settembre 1972 – Loosdrecht, 29 marzo 2021) è stata una snowboarder olandese paralimpica, per tre volte medaglia d'oro alle Paralimpiadi Invernali nel 2014 e 2018 e cinque volte campionessa del mondo di parasnowboard. 
Ha scritto due libri incentrati sulla sua vita, carriera e la lotta contro il cancro e ha fondato la "Mentelity Foundation". Nel 2012 è stata nominata cavaliere dell'Ordine di Orange-Nassau.

## Biografia

### Formazione scolastica
Nel 1993, Mentel ha abbandonato gli studi in legge ad Amsterdam per dedicarsi interamente allo snowboard. Nel 2004 si è laureata al programma professionale di alto livello quadriennale in "Economia commerciale, marketing sportivo e gestione" presso la Randstad Topsports Academy - una collaborazione della Hogeschool Rotterdam e della Saxion University of Applied Sciences, e nel 2013 ha ottenuto un master internazionale in management dello sport presso il Johan Cruyff Institute.

### Lotta contro il cancro
All'età di 27 anni, dopo che le è stato diagnosticato un cancro, per nove volte si è sottoposta a delle cure, di cui cinque interventi chirurgici. L'intervento più recente, a gennaio 2018, ha sostituito la vertebra del collo C6 con una struttura in titanio. Nel 2016 ha ricevuto la notizia che il cancro era in fase terminale, ma il passaggio ad un altro ospedale (dove ha ricevuto un trattamento avanzato di radioterapia guidata dalla risonanza magnetica,) le ha permesso di continuare le gare, partecipando con successo anche nel 2018.
Mentel ha co-scritto due libri sulla sua vita, carriera e la lotta contro il cancro. Il magnate e filantropo Richard Branson ha chiamato il suo secondo libro Kut kanker!, Una "[s]storia di una donna straordinaria. Da leggere per chi vuole godersi la vita al massimo".

### Malattia terminale e morte
All'inizio di marzo 2021, è stato annunciato che le era stato diagnosticato anche un tumore cerebrale terminale e secondo una dichiarazione del suo staff, non avrebbe superato alcuni mesi di vita. Il 29 marzo 2021 è stato annunciato il decesso per le conseguenze del tumore.

## Carriera
Ha iniziato la sua carriera nello snowboard nel 1993 e nel 1996 ha partecipato alla sua prima gara di Coppa del mondo di snowboard FIS. Mentel è diventata sei volte campionessa olandese nelle discipline regolari di half-pipe e snowboard cross per non disabili, prima di riscontrare problemi di salute.

### Campionati olandesi
Durante una corsa di allenamento per i campionati a Breckenridge, in Colorado, nel dicembre 1999, ha subito un infortunio alla caviglia. Ha completato la stagione, tuttavia la caviglia è rimasta fonte di preoccupazione. I raggi X hanno mostrato una macchia sulla tibia, diagnosticata poi come un tumore osseo maligno. Il tumore è stato rimosso e Mentel ha iniziato ad allenarsi per le Olimpiadi invernali del 2002 per le quali si è qualificata. Quando è diventato chiaro che il tumore era ritornato, con il rischio di diffondersi nel resto del corpo, Mentel ha scelto di farsi amputare la gamba.
Quattro mesi dopo l'amputazione Mentel ha potuto guidare di nuovo lo snowboard, nonostante non fosse ancora in grado di camminare con le stampelle. Ha deciso di partecipare ai campionati olandesi di snowboard cross, che ha vinto, nella classe principale (e non con i disabili), il suo settimo campionato olandese. Il fatto ha spinto Mentel a collaborare con Rita van Driel, componente olandese del Comitato Paralimpico Internazionale, per far adottare lo snowboard come disciplina ai Giochi paralimpici Invernali, obiettivo raggiunto nel 2012, dopo otto anni di lobbying.

### Paralimpiadi
Nel 2013 Mentel si è qualificata per le Paralimpiadi Invernali 2014, dove è stata la portabandiera dei Paesi Bassi alla cerimonia di apertura. Ha vinto la medaglia d'oro alle Paralimpiadi nell'evento di snowboard cross.
Nella stagione invernale, prima delle Paralimpiadi invernali del 2018 a Pyeongchang, a causa di complicazioni mediche, Mentel non ha potuto partecipare a nessuna delle competizioni. A causa delle sue condizioni, la maggior parte degli sponsor aveva rinunciato a sponsorizzarla, il Comitato Olimpico Olandese*Federazione Sportiva Olandese non l'ha sostenuta e la federazione sportiva olandese di sci avrebbe finanziato solo una piccola parte delle sue spese. Attraverso il crowdfunding Mentel è riuscita ad ottenere i fondi necessari per competere alle Paralimpiadi invernali del 2018.
A Pyeongchangè stata nuovamente la portabandiera olandese, e ha vinto ancora una volta la medaglia d'oro nello snowboard cross, oltre a conquistare la medaglia d'oro nello slalom sopraelevato, battendo la concorrente americana Brittani Coury di 0,07 secondi.

## Fondazione Mentelity e altre attività
Nel 2012, Mentel ha istituito la propria Fondazione "Mentelity", per stimolare, motivare e ispirare bambini e adolescenti con disabilità fisica a praticare sport, sia in generale, che negli sport da tavola estremi. Aiutata dai volontari della fondazione, ha dato un contributo concreto allo sviluppo mentale e fisico delle persone con disabilità fisiche. In quell'anno, ha allenato la para-atleta Fleur Jong (durante la sua riabilitazione dopo l'amputazione di una gamba) e la para-snowboarder Lisa Bunschoten, all'inizio della sua carriera.
Mentel ha lavorato anche come motivatrice bilingue, olandese e inglese e ha occasionalmente insegnato in una scuola di wakeboard.
Nel 2019 è apparsa nello show televisivo Groeten uit 19xx.

## Palmarès

### Paralimpiadi
- 3 medaglie:
  - 3 ori (snowboard cross a Soči 2014; snowboard cross a Pyeongchang 2018; banked slalom a Pyeongchang 2018)

### Mondiali
- 5 medaglie:
  - 5 ori (boarder cross a Orcières 2012; banked slalom e snowboard cross a La Molina 2015; banked slalom e snowboard cross a Big White 2017)

## Premi e riconoscimenti
- Nel 2009 Mentel ha ricevuto il CAPaward d'oro, assegnato annualmente a coloro che, attraverso la perseveranza, superano i propri handicap fisici e li trasformano in CAPabilities.[19]
- Alla cerimonia di chiusura dei Giochi di Sochi, Mentel e l'australiano Toby Kane hanno ricevuto il Whang Youn Dai Achievement Award.[20] e
- Nel dicembre 2014, Mentel è stata eletta "Atleta paralimpica dell'anno" da parte del Comitato Olimpico dei Paesi Bassi durante la gala sportiva televisiva olandese.[21]
- Ai Paralympic Sport and Media Awards 2015, Mentel ha ricevuto il Courage Award, in riconoscimento dei suoi sforzi per includere lo snowboard nei Giochi paralimpici invernali.
- Nel 2017 ha ricevuto lo Strong Woman Award da parte della compagnia olandese VanHaren.